# Argostemma anupama
Argostemma anupama är en måreväxtart som beskrevs av V.V. Sivarajan. Argostemma anupama ingår i släktet Argostemma och familjen måreväxter. Inga underarter finns listade i Catalogue of Life.